# Perry Miller (Eishockeyspieler)
Perry Elvin Miller (* 24. Juni 1952 in Winnipeg, Manitoba) ist ein ehemaliger kanadischer Eishockeyspieler, der im Verlauf seiner aktiven Karriere zwischen 1970 und 1982 unter anderem 217 Spiele für die Detroit Red Wings in der National Hockey League (NHL) sowie 221 weitere für die Winnipeg Jets und Minnesota Fighting Saints in der World Hockey Association (WHA) auf der Position des Verteidigers bestritten hat. Miller, der den Spielertyp des Enforcers verkörperte, gewann mit den Winnipeg Jets im Jahr 1976 die Avco World Trophy.

## Karriere
Miller verbrachte seine Juniorenzeit zwischen 1970 und 1972 bei den West Kildonan North Stars in der Manitoba Junior Hockey League (MJHL), von wo der Verteidiger nach 52 Scorerpunkten in 79 Spielen ungedraftet in den Profibereich wechselte. Der Kanadier schloss sich den Charlotte Checkers an, die zu diesem Zeitpunkt in der Eastern Hockey League (EHL) beheimatet waren und 1973 – nach der Auflösung der EHL – in die Southern Hockey League (SHL) wechselten. In der SHL schaffte es Miller nach 43 Punkten in 66 Spielen ins Second All-Star Team der Liga berufen zu werden.
Nach dieser Leistung erhielt der Defensivspieler im September 1974 ein Vertragsangebot der Winnipeg Jets aus seiner Geburtsstadt, die am Spielbetrieb der  World Hockey Association (WHA) teilnahmen. Miller avancierte auf Anhieb zum Stammspieler und gehörte dem Team eineinhalb Jahre an, ehe er im Januar 1976 im Tausch für Gerry Odrowski zum Ligakonkurrenten Minnesota Fighting Saints transferiert wurde. Dort bestritt er jedoch lediglich 13 Spiele, bis das Franchise im Februar desselben Jahres den Spielbetrieb einstellte und kehrte einen Monat später als Free Agent zu den Winnipeg Jets zurück. Die Jets gewannen am Ende der Saison 1975/76 die Avco World Trophy gewannen, Miller kam in den Playoffs jedoch nicht zum Einsatz. In der darauffolgenden Saison scheiterte Winnipeg, die im Saisonverlauf auch am Iswestija-Pokal 1976 teilnahmen, in der Finalserie an den Nordiques de Québec.
Trotz der erfolgreichen Jahre in seiner Heimatstadt verließ der Abwehrspieler die Jets im Sommer 1977, als er als Free Agent einen Vertrag bei den Detroit Red Wings aus der National Hockey League (NHL) unterschrieb. Miller gehörte der Organisation der Red Wings insgesamt fünf Spielzeiten an, wobei er den Großteil der Saison 1979/80 beim Farmteam Adirondack Red Wings in der American Hockey League (AHL) verbrachte. Obwohl er in der Saison 1980/81 schließlich wieder zum Stammkader Detroits gehörte, beorderten sie den 29-Jährigen im darauffolgenden Spieljahr abermals nach Adirondack. Nachdem er dort die gesamte Spielzeit 1981/82 absolviert hatte, beendete Miller daraufhin seine Karriere als Aktiver.

## Erfolge und Auszeichnungen
- 1974 SHL Second All-Star Team
- 1976 Avco-World-Trophy-Gewinn mit den Winnipeg Jets

## Karrierestatistik
(Legende zur Spielerstatistik: Sp oder GP = absolvierte Spiele; T oder G = erzielte Tore; V oder A = erzielte Assists; Pkt oder Pts = erzielte Scorerpunkte; SM oder PIM = erhaltene Strafminuten; +/− = Plus/Minus-Bilanz; PP = erzielte Überzahltore; SH = erzielte Unterzahltore; GW = erzielte Siegtore; 1 Play-downs/Relegation; Kursiv: Statistik nicht vollständig)